# 藍點豬齒魚
藍點豬齒魚，為輻鰭魚綱鱸形目隆頭魚亞目隆頭魚科的其中一種，分布於澳洲西北部海域，體長可達36公分，棲息在沿海海草生長的沙底質海域，生活習性不明。

## 擴展閱讀
維基物種上的相關：藍點豬齒魚